# Richard Wagner (1913)
Richard Wagner ist eine Filmbiografie aus dem Jahr 1913 von Carl Froelich, die anlässlich des 100. Geburtstags des Komponisten Richard Wagner entstand. Der Film gehört neben Dimitri Buchowetzkis Filmen Danton (1921) und Peter der Große (1923) sowie Ernst Lubitschs Filmen Madame Dubarry (1919) und Anna Boleyn (1920) zu den frühen deutschen Filmbiografien. Die Uraufführung von Richard Wagner fand zur Eröffnung des U.T. Friedrichstraße am 13. Mai 1913 in Berlin statt. Die Erstausstrahlung sendete das Schweizer Fernsehen am 15. Mai 1983.

## Handlung
Richard Wagner beginnt ein Studium und kann bereits als 17-Jähriger seine Professoren bei einigen musikalischen Problemen unterstützen. Mit 21 Jahren nimmt er im Jahr 1834 seine erste Stelle als Kapellmeister in Lauchstädt an. Sein Beweggrund ist jedoch weniger die Stelle als seine Liebe zur dort wohnhaften Schauspielerin Minna Planer. Die beiden heiraten 1836, doch Richards Wesen stürzt das Paar bald in hohe Schulden. Nachdem seine Oper Rienzi im Opernhaus zu Dresden überaus erfolgreich aufgeführt wurde, wird der gerade 30-Jährige zum Hofkapellmeister ernannt. Ein Jahr später verbucht Richard mit seiner Oper Der fliegende Holländer jedoch einen schweren Misserfolg. Als wenig später auch seine Tannhäuser-Oper vom Publikum ausgebuht wird, fällt er in Ungnade.
Richards Werdegang ist von ständigen Hochs und Tiefs bestimmt; er wird in Intrigen des Adels verwickelt, und sein Ansehen wird von Politikern missbraucht. In König Ludwig II. von Bayern findet er schließlich einen Förderer, der ihn wider alle Anfeindungen unterstützt.

## Kritik
„Die Firma Meßter muss zu dem Erfolge des fast lückenlos gediegenen Filmwerkes aufrichtig beglückwünscht werden. Sie schenkte den Deutschen einen echt deutschen Film, öffnete Tausenden der unbemittelten Klassen, die sich nie und nimmer den Besuch der teueren Festspiele leisten können, Einblick in ein Götterschaffen. Mit einem Worte, der Film ist eines der eminentesten Werkzeuge einer gesunden Volksbildung.“

## Filmmusik
Es lag nahe, für den Film Musik aus Werken von Richard Wagner zu verwenden, weil Klassische Musik damals die geläufigste Filmbegleitung war. Allerdings waren die Produzenten des Films nicht bereit, die damals noch gültigen, hohen Verlagsrechte zu zahlen. Giuseppe Becce, der aufgrund seiner Ähnlichkeit mit Wagner als Schauspieler verpflichtet worden war, schlug vor, eine Musik zu komponieren, die eine eindeutige Verbindung zum Werk von Wagner herstellt, ohne dass juristische Konsequenzen zu befürchten seien. Becce verarbeitete Musik von Joseph Haydn, Wolfgang Amadeus Mozart, Ludwig van Beethoven und Gioacchino Rossini in einer Art „filmischen Musikdramaturgie“, indem er „die Musik verzerrt und mit musikalischen Symbolen nahezu leitmotivisch arbeitet und auf diese Weise auch Szenen miteinander verknüpft“. So entstand ein kongeniales Plagiat, das heute als aufschlussreiches Dokument der Wagner-Rezeption gilt. Becces Musik ist eine der ersten Filmmusiken des deutschen Films und legte den Grundstein für Becces spätere Arbeit als Filmmusikkomponist und Verfasser von Kinotheken sowie des Standardwerkes Allgemeines Handbuch der Filmmusik, das er zusammen mit Hans Erdmann und Ludwig Brav herausgab.